# Йоганн Адам Райнкен
Йо́ганн А́дам Ра́йнкен (можливий варіант прізвища – Ре́йнкен) (нім. Johann Adam Reincken; грудень 1643, Девентер – 24 листопада 1722, Гамбург) — видатний німецький органіст, клавесиніст та композитор епохи бароко, один з основних представників північнонімецької органної школи. Друг Дітріха Букстегуде, відомий впливом на молодих органістів свого часу, таких як Йоганн Себастьян Бах.

## Біографія
У багатьох виданнях роком народження Райнкена вказано 1623 рік. Джерело цієї дати – біографія, створена Йоганном Маттезоном невдовзі після смерті композитора у 1722 році. Однак сьогодні за рік народження Райнкена прийнятий 1643, позаяк в церковних книгах Девентера немає згадок про хрещення когось зі схожим ім'ям, що б відносилися до 1623 року, а брати Райнкена народилися в 1639 – 1641 роках. Крім того, існує запис про хрещення якогось Яна Рейнсе (Jan Reinse) 10 грудня 1643, що імовірно є ім’ям композитора.
Початкову музичну освіту юний музикант отримав в Девентері у 1650 – 1654 роках в Лукаса ван Леніка, місцевого органіста. У 1654 році Райнкен продовжив навчання з Генріхом Шайдеманом у Церкві святої Катерини в Гамбурзі. Закінчивши трирічне навчання і провівши після цього рік у Девентері на посаді органіста в міській церкві, Райнкен став помічником Шейдемана.
Після смерті вчителя в 1663 Райнкен обійняв його посаду, не змінюючи її протягом усього свого довгого життя. У 1665 році він одружився з однією з дочок Шейдемана і через три роки народилася їхня єдина дитина Маргарета Марія, що вийшла заміж за органіста Андреаса Кнеллера. Пізніше Райнкен надав доручення міській адміністрації профінансувати велике й дороге розширення головного органу собору, яке було виконано. В 1678 році став одним із засновників Гамбурзької опери, першої цивільної опери в Німеччині. У 1705 старости храму намагались призначити Йоганна Маттезона на посаду Райнкена, але змістити композитора не вдалося.
На відміну від більшості сучасних йому органістів, Райнкен помер багатою людиною. Спершу заповідав поховати себе поруч з Букстегуде у Церкві святої Марії, проте пізніше був похований за влашний кошт у Церкві св. Катерини в Любеку поруч з донькою.

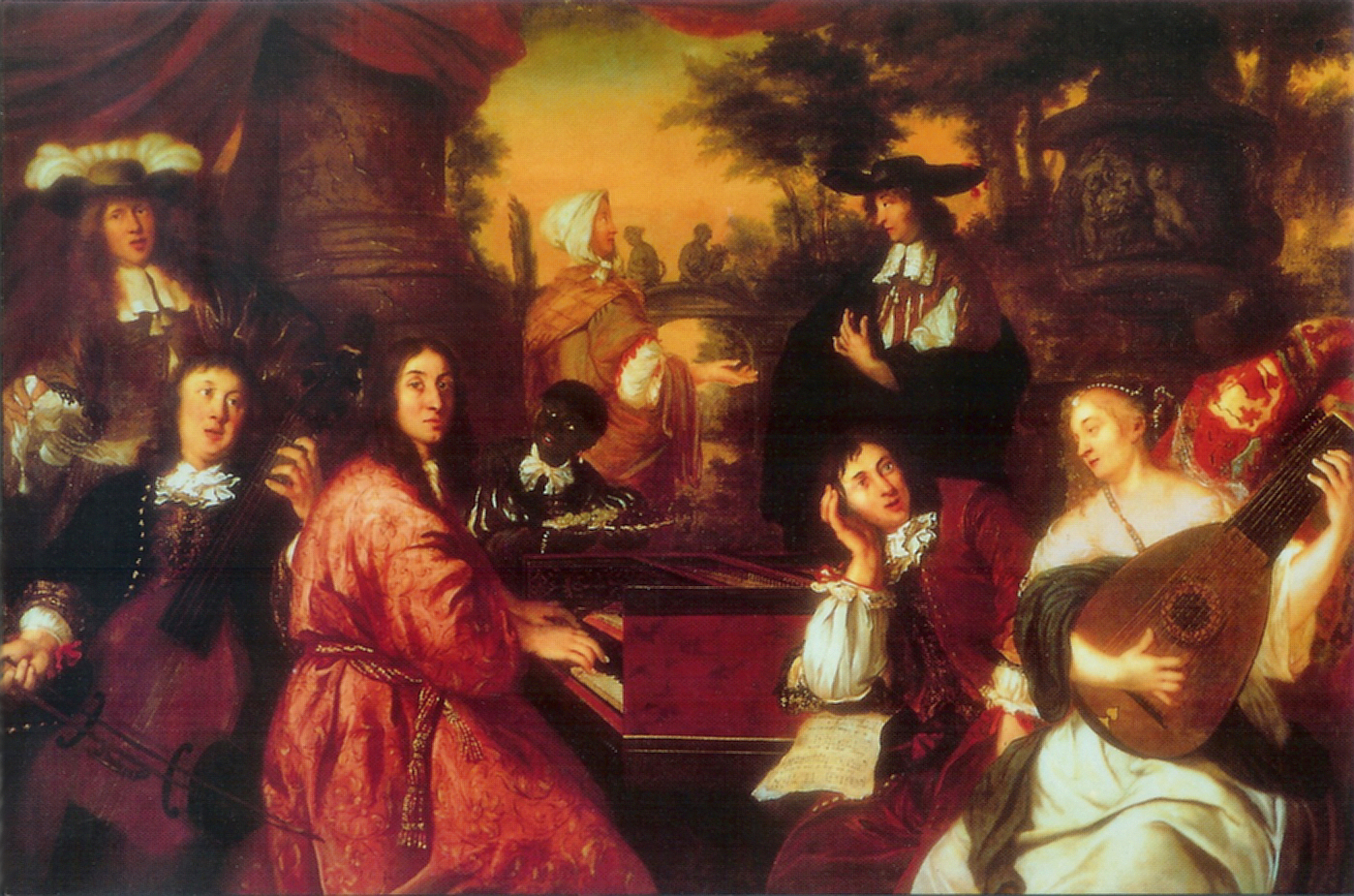
Райнкен (за клавесином) і Букстегуде (грає на віолі) на картині Йоганнеса Форгута (1674)

### Вплив на музику
Райнкен був добре знайомий з Дітріхом Букстегуде та вважав його своїм найкращим другом. Картина Йоганнеса Форгута (1674) навіть зображує цих композиторів, коли вони грають разом.
Також вважається, що Райнкен сильно вплинув на творчість юного Йоганна Себастьяна Баха. Кажуть, що після прослуховування, де молодий Бах імпровізував на теми лютеранських хоралів, Райнкен сказав молодому композитору:
|  | Я думав, що мистецтво вже померло, але зараз бачу, що воно ще живе у Вас. |

Бах використав твір Райнкена «Hortus musicus» («Музичний сад») як тему для своїх робіт BWV 954, 965 і 966. В 2006 році у Веймарі був знайдений найбільш ранній відомий автограф Баха. Виявилося, що це копія хоральної фантазії «An Wasserflüssen Babylon» Райнкена, яку Бах зробив для свого тодішнього вчителя Георга Бема у 1700 році.

## Творчість
Райнкен був провідним виконавцем у музичному житті економічно та культурно процвітаючого Гамбурга. Він був відомий далеко за межами міста своєю грою на органі та клавесині, в якій центральне місце займало мистецтво імпровізації.
Певну кількість творів композитора було видано у різних містах за його ж кошти. Так у 1687 році в Гамбурзі побачила світ збірка інструментальних сонат і сюїт «Hortus Musicus». Райнкен присвятив цю колекцію міській раді Девентера, яка фінансувала його в минулому. Три варіаційні цикли для клавесина були видані в Амстердамі близько 1710 року.

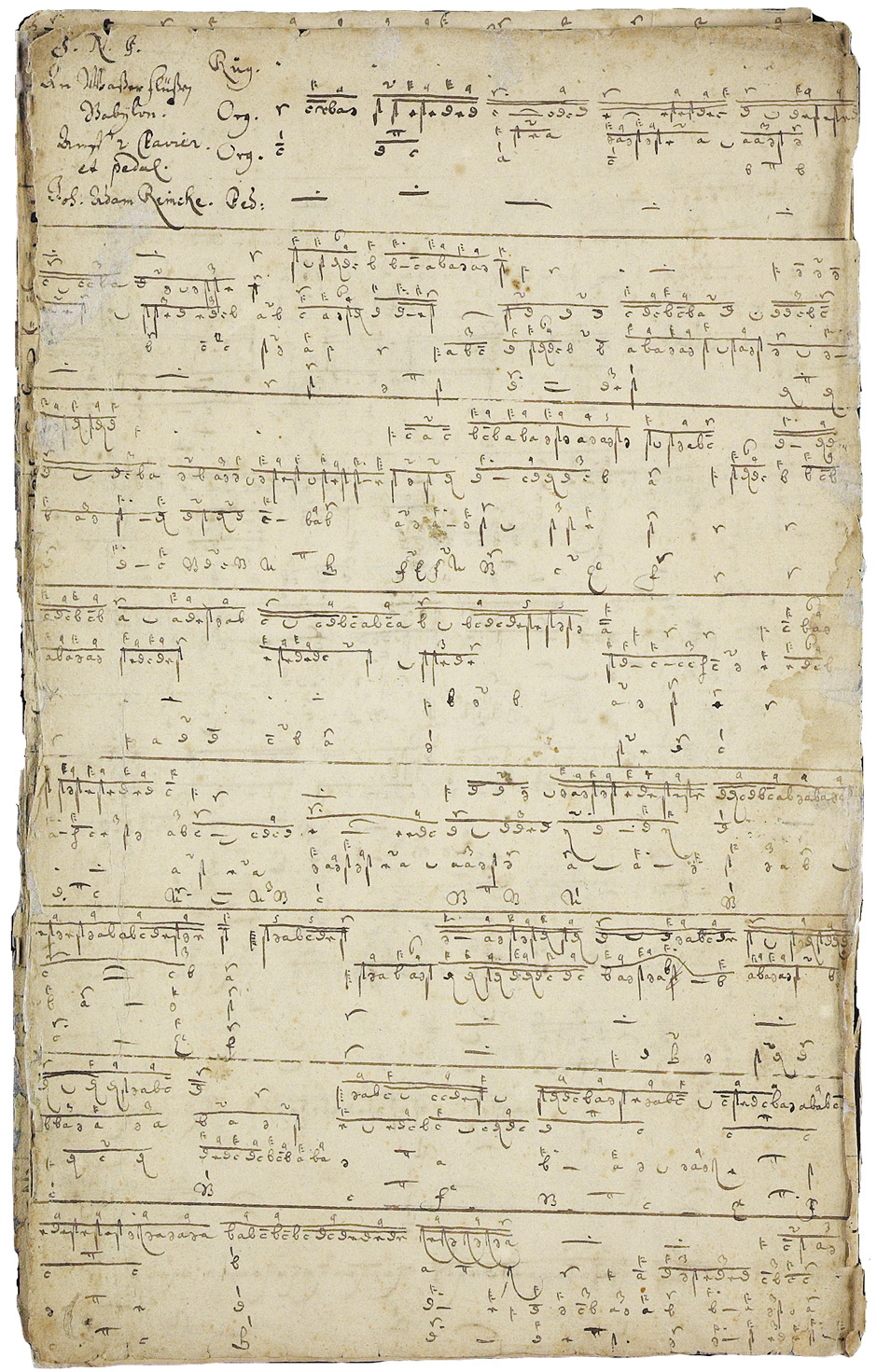
Перша сторінка рукопису хоральної фантазії «An Wasserflüssen Babylon». Копія Баха, табулатура

### Твори для органу та клавесину
- Хоральна фантазія «An Wasserflüssen Babylon»
- Хоральна фантазія «Was kann uns kommen an für Not»
- Варіації на тему «Schweiget mir von Weibernehmen» (Амстердам, бл. 1710)
- Варіації на тему «Holländische Nachtigahl» (Амстердам, бл. 1710)
- Балет з варіаціями (Амстердам, бл. 1710)
- Токата соль мажор
- Токата соль мінор
- Токата ля мажор (авторство спірне)
- Фуга соль мінор
- 8 клавесинних сюїт:
  - Сюїта No. 1,  No. 2,  No. 3,  No. 4 – до мажор
  - Сюїта No. 5 – мі мінор
  - Сюїта No. 6 – фа мажор
  - Сюїта No. 7 – соль мажор
  - Сюїта No. 8 – сі-бемоль мажор
- Musicalischer Clavierschatz del J.A. Reincken (1702, втрачено)

### Інструментальна музика
- «Hortus Musicus» (Гамбург, 1687) — 6 сонат і сюїт для 2-ох скрипок, віоли та генерал-басу[6]
- «Sonaten, Concertaten, Allemanden, Correnten, Sarabanden und Chiguen» (1704), для 2-ох скрипок і клавесина (втрачено)

## Цікаві факти
- У музичному середовищі існує легенда, що стведжує ніби в старості Райнкен знищив значну частину своїх творів, щоб уникнути гріху гордині. Композитор боявся, що потомки прославлятимуть його чи наслідуватимуть, проте на сьогодні жодних підтвержень цього факту немає.
- Плутанина, пов’язана з датою народження композитора, сприяла виникненню як у популярній, так і в науковій літературі образу «столітнього Райнкена». Подібні згадки зустрічаються у новелі Володимира Одоєвського «Себастьян Бах», монографії про Баха Альберта Швейцера[7], книзі Джона Еліота Гардинера «Музика у Небесному Граді: Портрет Йоганна Себастьяна Баха» та інших творах.
- Хоральна фантазія «An Wasserflüssen Babylon» належить до найдовших сольних органних творів тієї епохи. Середня тривалість виконання займає 18 – 21 хвилин.

## Галерея

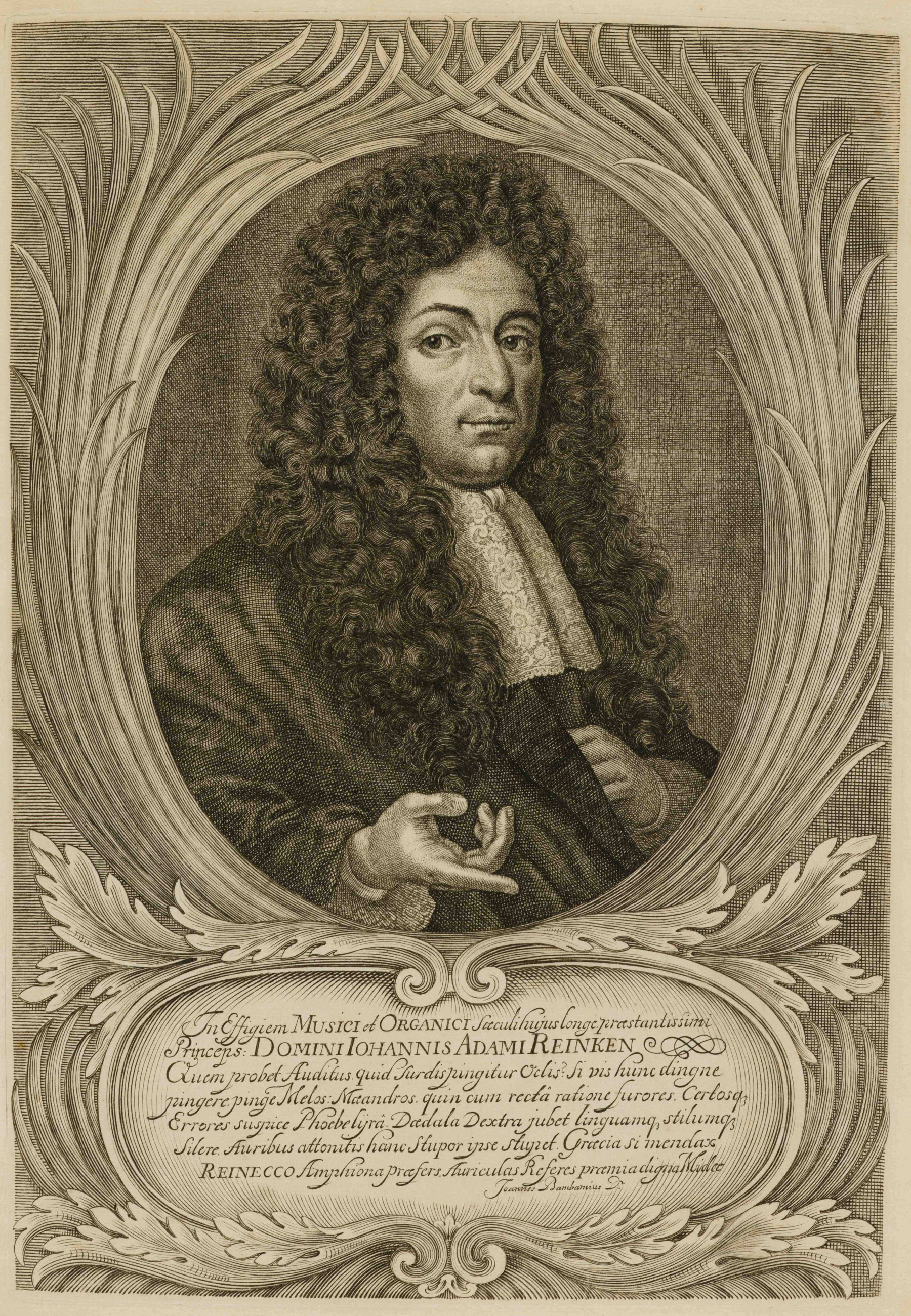
Портрет композитора у музичному посібнику (бл. 1700)
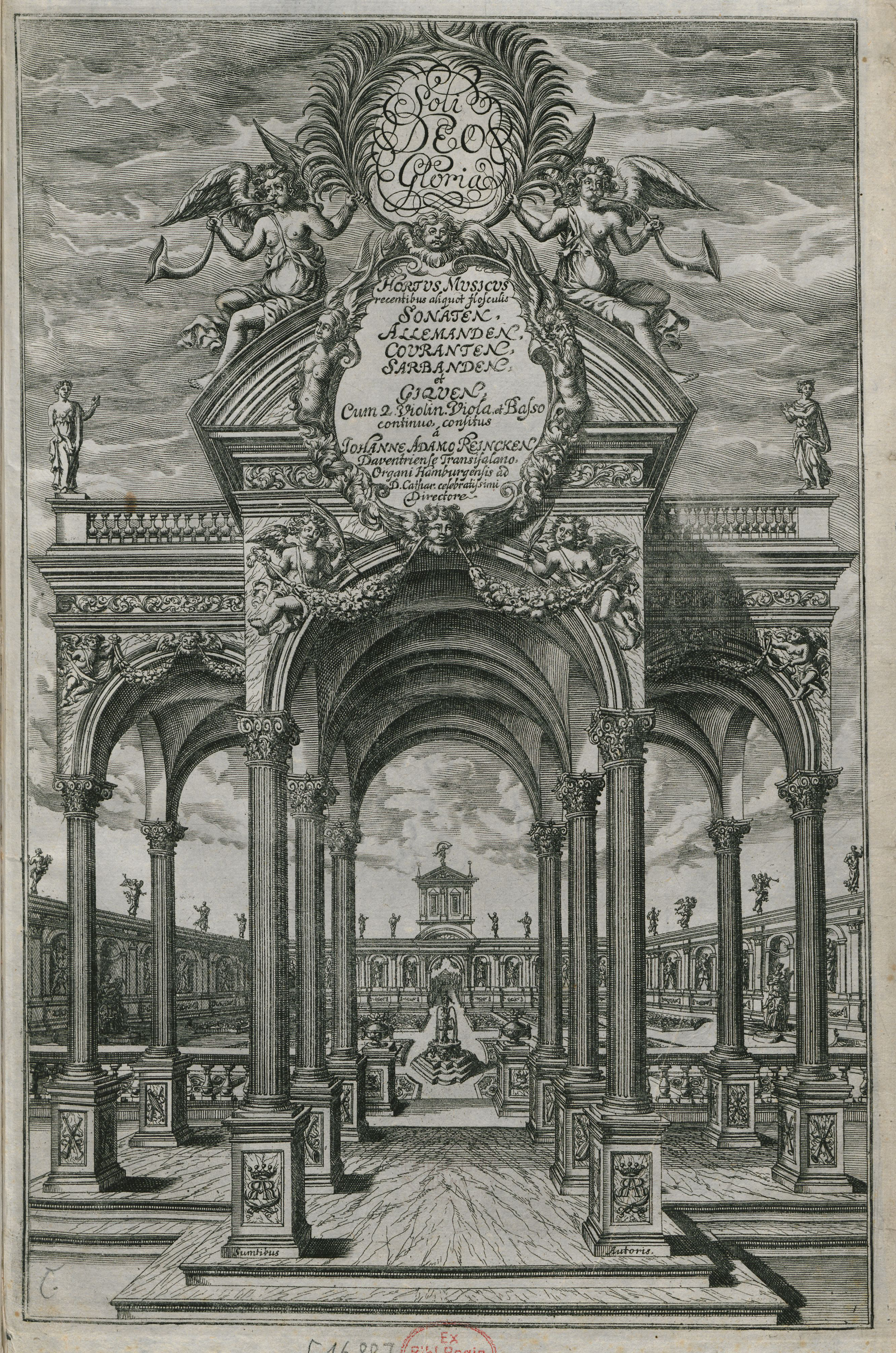
Титульна сторінка першого видання «Hortus Musicus» (1687)
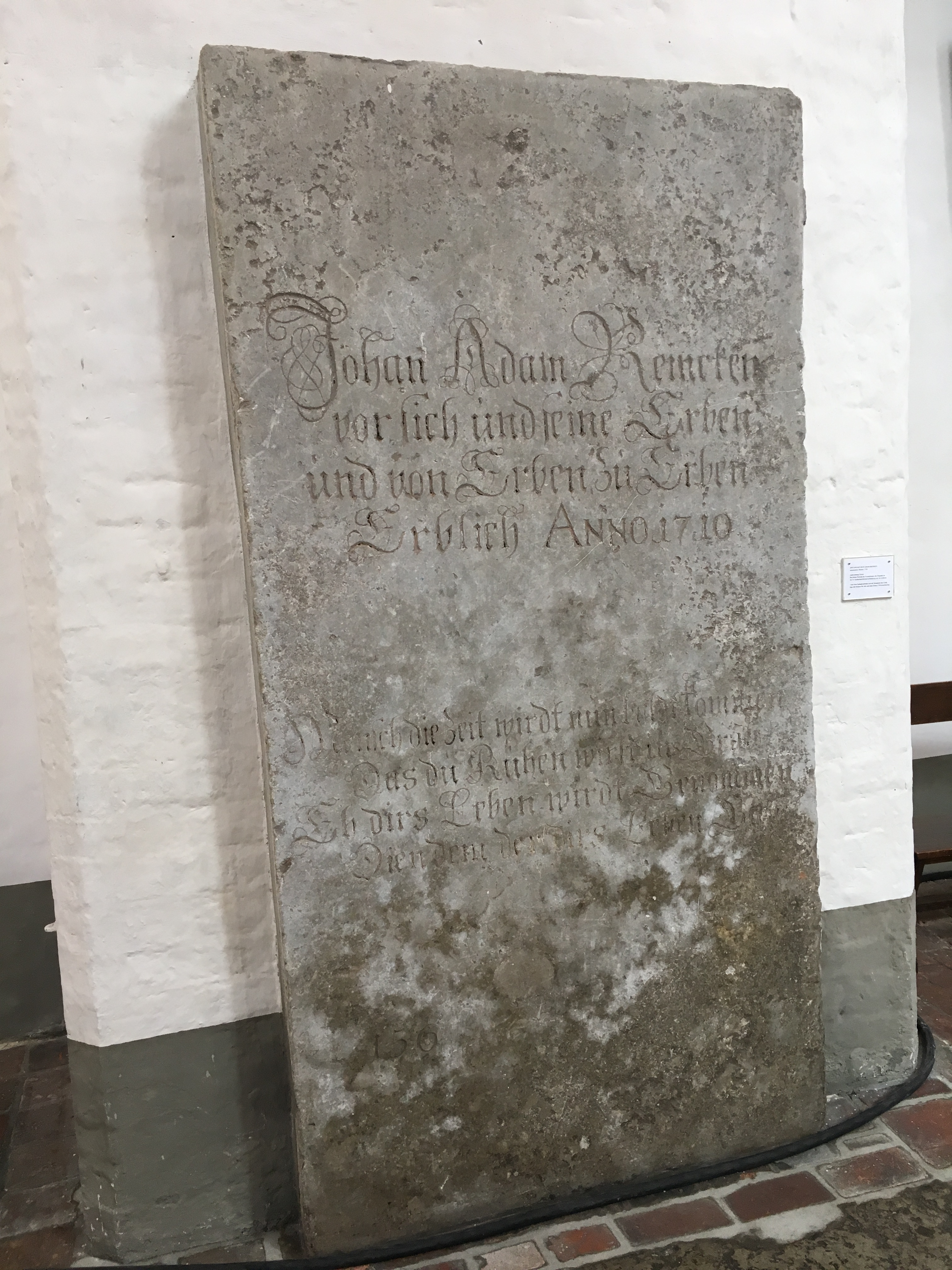
Могильна плита композитора
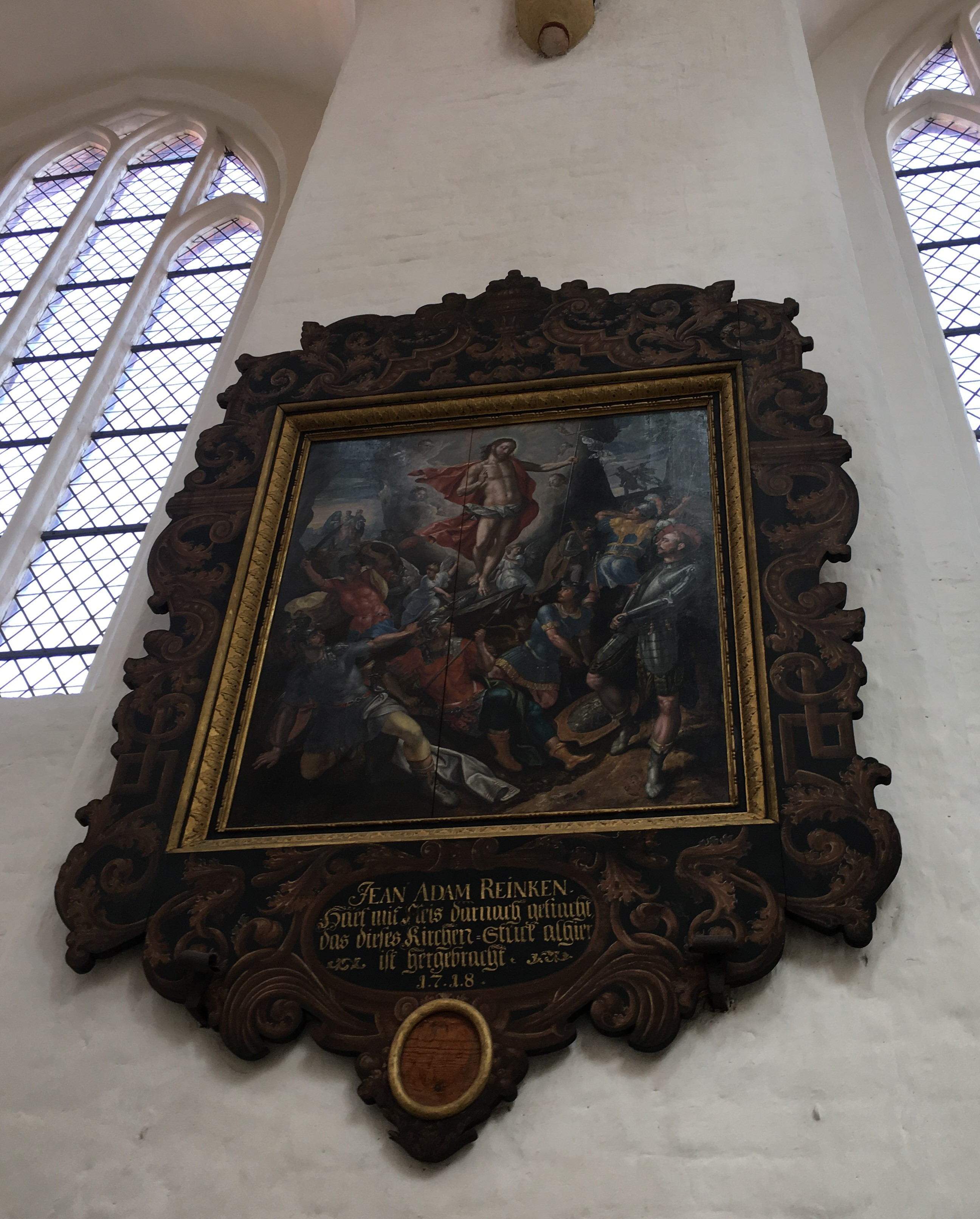
Епітафія 1718 року в Любеку, присвячена Райнкену